# ولایت خودمختار گارزئی تبتی
ولایت خودمختار گارزئی تبتی (به انگلیسی: Garz%C3%AA Tibetan Autonomous Prefecture) یک ولایت خودمختار در چین است که در سیچوآن واقع شده‌است. ولایت خودمختار گارزئی تبتی ۱۵۱٬۰۷۸ کیلومتر مربع مساحت و ۸۸۰٬۰۰۰ نفر جمعیت دارد.